# Coleophora occidentalis
Coleophora occidentalis é uma espécie de mariposa do gênero Coleophora pertencente à família Coleophoridae.